# 馬一浮
马一浮（1883年4月2日—1967年6月2日），原名浮，字一佛，幼名福田，号湛翁、被揭，晚号蠲叟、蠲戏老人，浙江绍兴（今浙江绍兴上虞）人。中國国学家、书法家、篆刻家，近代新儒家学派的代表人物之一，與梁漱溟、熊十力齊名，是“新儒学三圣人”之一，有“一代儒宗”之称。

## 履历

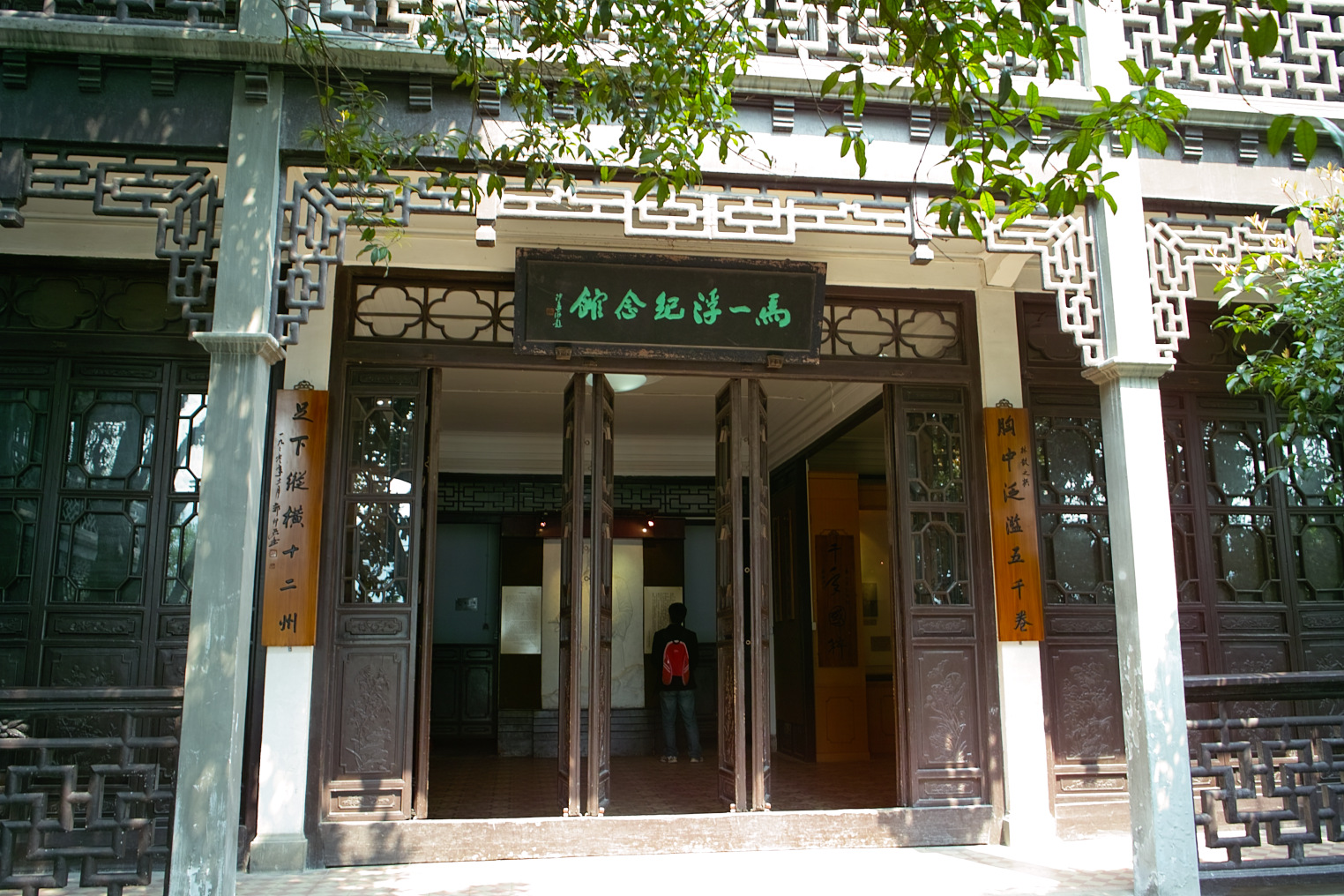
马一浮纪念馆，位于杭州西湖

1883年4月2日（光绪九年二月廿五）在四川省成都市出生，排行第四。其父马廷培，曾任四川仁寿县令。5岁时回到绍兴原籍。
９岁能诵《文选》、《楚辞》，1899年（16岁），应科举乡试名列第一。1901年与谢无量、马君武等人合办《翻译世界》。1903年，留学美国，学习欧洲文学，后又游学德国、日本，研究西方哲学。归国后寓西湖畔广化寺，广阅文澜阁《四库全书》。1911年，回国，支持孙中山领导的辛亥革命。后又潜心国学。民国初蔡元培任教育总长，应聘为秘书长，不久因意见不合離去。抗日战争期间，任国立浙江大学教授。1939年，在四川建复性书院并亲任院长。
1949年後，蔣國榜邀请马一浮住进杭州西子湖畔蔣莊。1951年副总理陈毅专程到蒋庄看望马一浮。1953年，任浙江文史馆馆长。
文化大革命时期，一生耿介的他晚年向红卫兵低头，被迫遷出蔣莊，住在安吉路23號一處寓所裏；被抄家时，他恳求道：“留一方砚台给我写字好不好”，得到的却是一记耳光。他激憤怒號：“斯文掃地！斯文掃地！”不久，胃病加劇，出血不止，1967年6月2日於浙江醫院病逝。

## 影响
与梁漱溟、熊十力合称为“现代三圣”，现代新儒家的早期代表人物之一。礼聘他为浙大教授的浙江大学文学院院长梅光迪认为马一浮和柳诒徵是当时中国学问最渊博的人，称两人的组合“或可周知有关中学和中国文化的知识，目前在中国还没有第三个人可以和他们相比。”
浙江大学校歌由马一浮作词。
2013年4月23日上午，在马一浮诞辰130周年纪念大会暨国学研讨会上，浙江大学国际马一浮人文研究中心成立。

## 著作
主要著作有：《泰和会语》、《尔雅台答问》、《尔雅台答问继编》、《老子道德经注》、《朱子读书法》、《蠲戏斋怫学论著》、《宜山会语》等等。
马一浮书法造诣极高，也是一位很有艺术成就的篆刻家，有《马一浮篆刻》、《蠲戏斋诗集》等著作传世。

## 延伸閱讀
- 馬一浮：生平‧佛緣‧佛心，陳星，《普門學報》第2期，2001。ISSN：1609-476X。 （页面存档备份，存于）